# Nemesrádó
Nemesrádó is een plaats (község) en gemeente in het Hongaarse comitaat Zala. Nemesrádó telt 343 inwoners (2001).